# Sandhed eller konsekvens
Sandhed eller konsekvens (originaltitel: Sanning eller konsekvens) er en svensk dramafilm fra 1997 instrueret af Christina Olofson. Filmen er baseret på Annika Thors ungdomsroman af samme navn og skildrer de komplekse relationer og intriger blandt en gruppe 12-årige piger i en sjetteklasse i Stockholm.
Filmen vandt i 1998 en Guldbagge for bedste manuskript.

## Handling
12-årige Nora står i et krydsfelt mellem barndommens uskyld og ungdommens komplekse sociale spil. Hun ønsker at blive accepteret af de populære piger Fanny og Sabina, men for at opnå dette føler hun sig tvunget til at udstøde den anderledes og mobbede pige Karin. Filmen udforsker temaer som mobning, venskab, identitet og de etiske dilemmaer, der opstår i ungdomsårene. Den skildrer også, hvordan sociale dynamikker kan føre til uretfærdighed og hvordan unge mennesker navigerer i et komplekst følelsesliv.

## Medvirkende (i udvalg)
- Tove Edfeldt som Nora
- Erik Johansson som Anton
- Carina Lidbom som Lena
- Anna Gabrielsson som Karin
- Lena-Pia Bernhardsson som Karins mor
- Jonas Falk som Karins far
- Alexandra Dahlström som Fanny
- Emelina Lindberg-Filippopoulou som Sabina
- Maria Grip som Sabinas mor
- Suzanne Reuter som læreren Gunilla
- Göran Forsmark som nøgen mand
- Lasse Lindroth som Ismet
- Noomi Rapace som Nadja